# Viktorivka, Hrîstînivka
Viktorivka (în ucraineană Вікторівка) este un sat în comuna Șukaivoda din raionul Hrîstînivka, regiunea Cerkasî, Ucraina.

## Demografie
Componența lingvistică a localității Viktorivka
     Ucraineană (96,93%)
     Rusă (3,07%)
Conform recensământului din 2001, majoritatea populației localității Viktorivka era vorbitoare de ucraineană (96,93%), existând în minoritate și vorbitori de rusă (3,07%).